# The Broken Heart
The Broken Heart è un cortometraggio muto del 1913 diretto da Harry McRae Webster.

## Produzione
Il film fu prodotto dalla Essanay Film Manufacturing Company.

## Distribuzione
Distribuito dalla General Film Company, il film - un cortometraggio di una bobina - uscì nelle sale cinematografiche USA il 7 febbraio 1913.
Viene citato in Moving Picture World del 1º febbraio 1913.